# Кюстендил и неговата околност (книга)
„Кюстендил и неговата околност“ e историко-географски и етнографски очерк за Кюстендил от Иван Г. Лекарски .

## История
Със Заявление вх.№ 94/1915 г. авторът моли Кюстендилския градски общински съвет за парична помощ за отпечатването на книгата.
С протокол № 5 на Кюстендилския градски общински съвет, редовна сесия от 12 януари 1915 г. е взето решение: "Да се прегледа в ръкопис написаната брошура от Ив. Г. Лекарски „В полите на Осогово – Кюстендил и неговата околност“ от една комисия състояща се от господа: общинския съветник Хар. Костандинов, учителя в общинската девическа гимназия Йордан Захариев и гражданина Ефрем Каранов, която да се произнесе по нейното съдържание и значение за града, след което мнението и ще се внесе на ново разглеждане в общинския съвет". 
Комисията преглежда книгата и излиза с рецензия. С протокол № 6 на Кюстендилския градски общински съвет, редовна сесия от 27 февруари 1915 г. е взето решение: „Да се отпусне на Иван Г. Лекарски една субсидия от 200 лева, изтеглена от глава ІІ, §.53, ал.1 на бюзжета за тая година (рекламиране банята), за да отпечати написаната от него брошура, от която съответното число екземпляри, според цената и, ще се предаде на общинското управление“.
Книгата е издадена е през 1915 г. в Кюстендил от печатница „Пилев". Съдържа 64 страници, с 12 чернобели фотоснимки.